# Република Мирдита
Република Мирдита (алб. Republika e Mirditës) је била краткотрајна непризната република коју су у северној Албанији прогласили Марка Ђони и његови следбеници. Постојала је између 17. јула и 20. новембра 1921. Ђони је предводио своје римокатоличко племе Мирдита у побуни против албанског намесништва и парламента успостављеног после Првог светског рата. Краљевина Срба, Хрвата и Словенаца (касније Југославија) и њено новоустоличење краљ Александар Карађорђевић је подржао Ђони на основу његовог интереса да у Албанији има још једну сепаратистичку регију, слабећи новостворену албанску државу и заоштравајући верски антагонизам.
Ђони је у Призрену прогласио оснивање независне Републике Мирдита. Ђони је био једини председник републике. Пошто је република нарушила суверенитет албанске државе, албанске владине трупе су се бориле и на крају угасиле републику. Наводну републичку владу је прегазила албанска влада, иако главни лидери нису били под правим прогоном. Гјони је побегао у Југославију, али се касније вратио у Албанију и остао активан у политичком животу у брдима до своје смрти 1925. године.

## Историја

### Позадина
Регија Мирдита је традиционално позната по католичком отпору против владајућих османских муслимана. Овај отпор вуче корене из 15. века, када су се Мирдитори борили против османске војске под вођством Ђурађа Кастриота Скендербега. Штавише, каже се да су Мирдитори директна браћа племена Дукађини, што значи да је са оба региона управљао један предак. Мирдитори су се успешно ујединили са областима Курбин, Леже, Дукађин, Пуке, Скадар и Малесија како би очували своју културу, религију и добили аутономију од Османског царства.

### Проглашење и покушај успостављања Мирдитске републике
Године 1919. Пренк Биб Дода, поглавица без деце (Капедан) католичког Капетаната племена Мирдита убијен је 1919. у близини мочвара Лежа и није оставио јасне наследнике. Марка Ђони, рођак, постао је подносилац захтева и наследник за положај поглавице, али су многе вође Мирдита одбиле да га признају и он није био популаран међу племеном због кукавичлука показаног током Првог светског рата. Дозволио је југословенским властима да у његово име прогласе независност Мирдитске републике (јул 1921) у Призрену, Краљевина Срба, Хрвата и Словенаца.
Ђони је добио југословенску подршку, оружје, новац и од којих му је у службу ставила Врангелову белоруску војску за подухват, а мотив за независност за који је тврдио да ће албанска влада или „Турци“ забранити католицизам. Догађаји у Републици Мирдита поклопили су се са међународним преговорима о финализацији албанско-југословенске границе, што су учесници сматрали важном, а ови разговори су се водили током новембра 1921. године. Ђони је позивао југословенске власти да предузму кораке да обезбеде признање Мирдитске републике, док су се Југословени надали да ће побуна у северној Албанији имати подршку својих територијалних претензија на регион. Грчка је дала признање Републици Мирдита. На Лиги народа, југословенска влада је оптужила албанску владу да је оруђе муслиманске земљопоседничке елите, док је Албанија одговорила да то није влада муслимана и да представља албански народ свих вероисповести. Југословенска влада је оспорила да албанска влада у Тирани представља све Албанце, због постојања Републике Мирдита, што је довело у сумњу статус Албаније као земље, што је утицало на то да буде чланица Лиге. Југословенска делегација је тврдила да постоје две владе и да не постоји јединство народа.
Велика Британија, која је признала албанску владу у новембру 1921. године, одбацила је став Југославије слањем преко свог премијера Лојда Џорџа више жучних дипломатских протеста у Београд тражећи повлачење из спорних области. Интервенција Велике Британије била је важна пошто је југословенска подршка Ђонију престала након тога.
Британска влада је саветовала Лигу народа да треба предузети акције против Југославије на основу члана 16. пакта Лиге, а Конференција амбасадора је предложила санкције. Лига народа је признала да су границе Албаније оне из 1913. године са малим територијалним прилагођавањима у корист Југославије. Ахмета Зога је албанска влада послала у регион Мирдита са контингентом албанских трупа и нерегуларних снага које су поразиле сецесионистички потез до 20. новембра 1921. године. По доласку Зог је понудио благе услове без одмазде ако побуна престане, док је Ђони побегао у Југославију. Локалне старешине Мирдитора преговарале су са Зогом о договору са централном владом. Мирдита је стављена под опсаду, Ђони и његови следбеници су проглашени за издајнике Албаније, а други Мирдитори повезани са догађајима кажњени су на владином политичком суду. Ранији аранжмани који датирају из османског периода који су Мирдити давали аутономију путем индиректне владавине су укинути. Након неког времена Марку Ђонију је дозвољено да се врати у Албанију и у Мирдити је био активан у локалним пословима неколико година пре своје смрти.

## Наслеђе
Некадашње територије Републике Мирдита смањене су по величини и броју становника за мање од половине, данас познате као регион Мирдита. Округ Мирдите ће бити створен касније. Други суседни окрузи преузимају удео у припојеним деловима „Старе Мирдите“ (алб. Mirdita e Vjetër), коју познају само мештани.